# 鲁艾鲁
鲁艾鲁（法語：Rouairoux，法語發音：[ʁwɛʁu]）是法国奥克西塔尼大区塔恩省的一个市镇，属于卡斯特尔区。

## 地理
鲁艾鲁（43°29'31"N, 2°34'6"E）面积28.48 平方千米，位于法国奧克西塔尼大區塔恩省，该省份为法国南部内陆省份，北起顺时针与阿韦龙省、埃罗省、奥德省、上加龙省和塔恩-加龙省接壤。
与鲁艾鲁接壤的市镇（或旧市镇、城区）包括：昂格莱斯、拉卡巴雷德、圣阿芒瓦尔托雷、索沃泰尔。

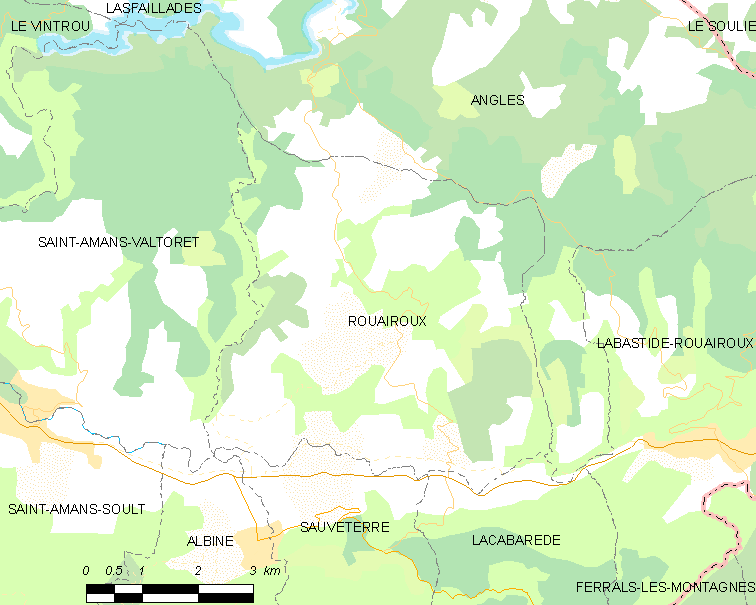
鲁艾鲁的OSM定位图

鲁艾鲁的时区为UTC+01:00、UTC+02:00（夏令时）。

## 行政
鲁艾鲁的邮政编码为81240，INSEE市镇编码为81231。

## 政治
鲁艾鲁所属的省级选区为马扎梅第二县。

## 人口

1962-2008年间鲁艾鲁人口变化图示

鲁艾鲁于2022年1月1日时的人口数量为387人。